# Canillas (municipio)
Canillas fue un municipio de España perteneciente a la provincia de Madrid.

## Historia
En la actualidad la superficie que ocupaba pertenece al término municipal de la ciudad de Madrid. El decreto que aprobaba la anexión del término data de 17 de agosto de 1949; el municipio fue finalmente anexionado a Madrid el 30 de marzo de 1950. El barrio de Canillas, perteneciente al distrito de Hortaleza, toma el nombre del antiguo municipio. El origen del topónimo Canillas podría provenir según Óliver Asín del plural de qanat —el sistema de transporte hídrico inventado por los persas e introducido en la península ibérica por los árabes— (qaniya).

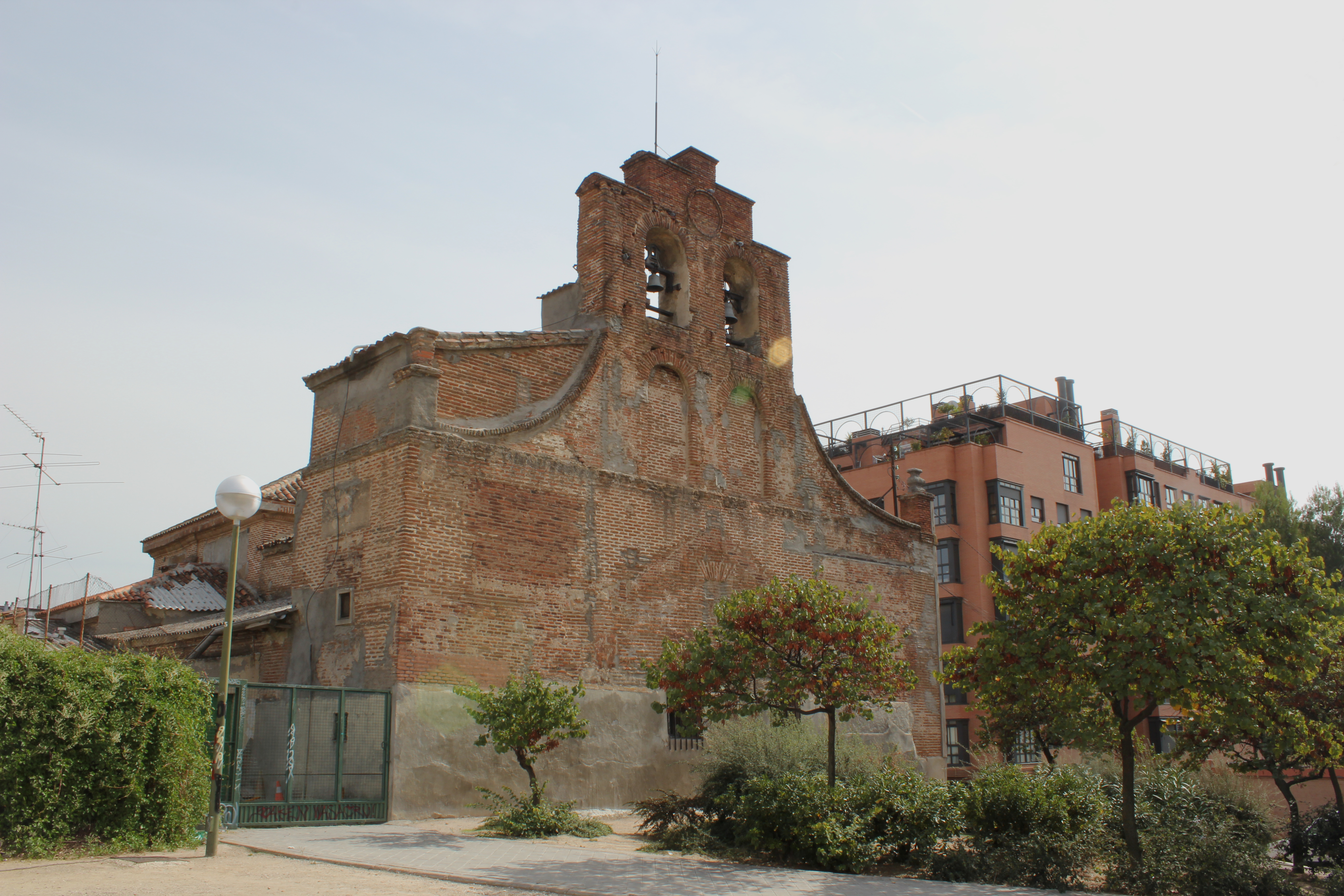
Ermita de San Blas, antigua iglesia del pueblo de Canillas
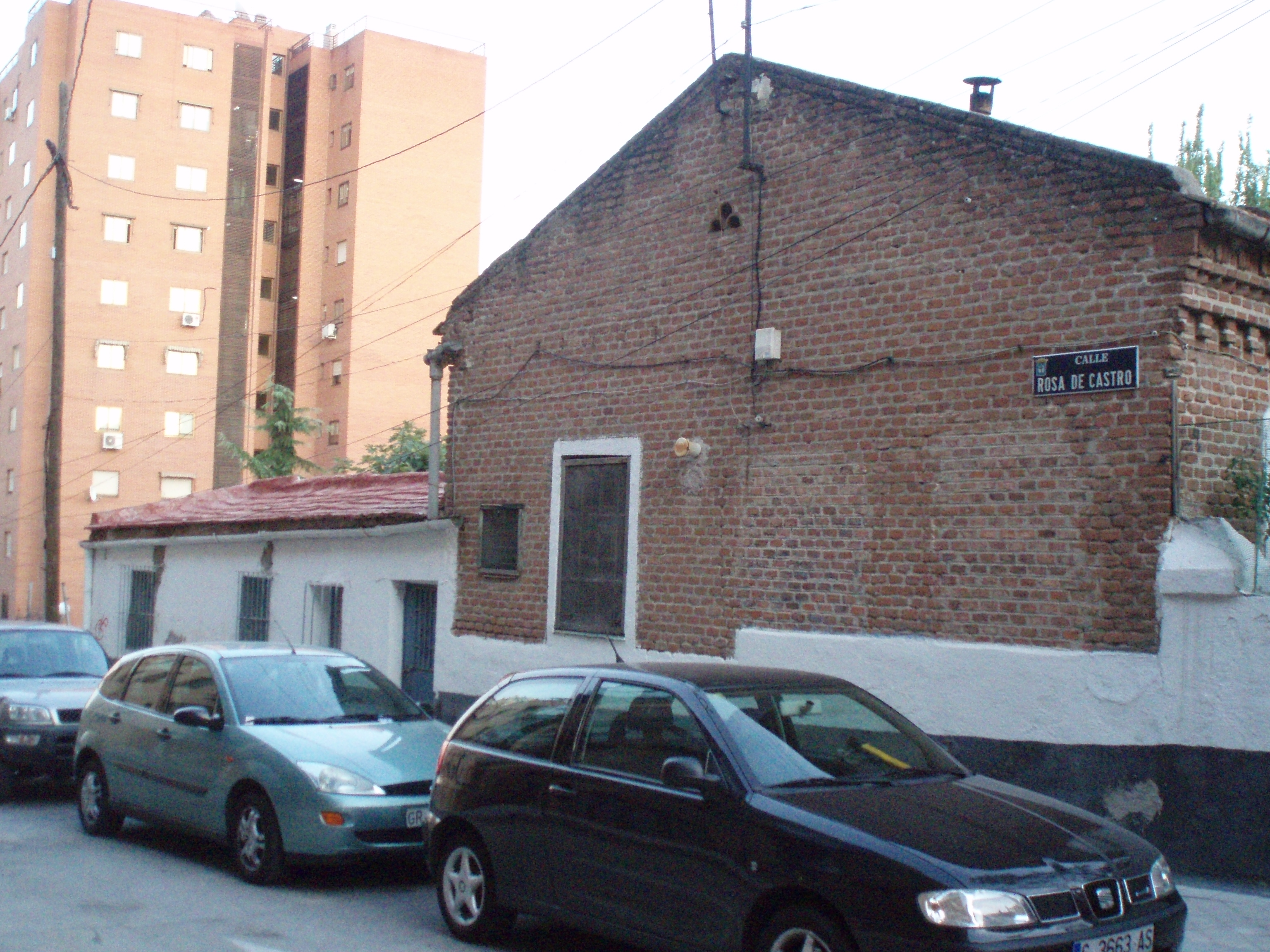
Casas antiguas en Canillas

## Demografía
| Gráfica de evolución demográfica de Canillas entre 1842 y 1940 |
| |
| Población de derecho según los censos de población del INE Población de hecho según los censos de población del INEEntre el censo de 1950 y el anterior, este municipio desaparece porque se integra en el municipio 28079 (Madrid) |